# Ferrocarril de Londres y Southampton

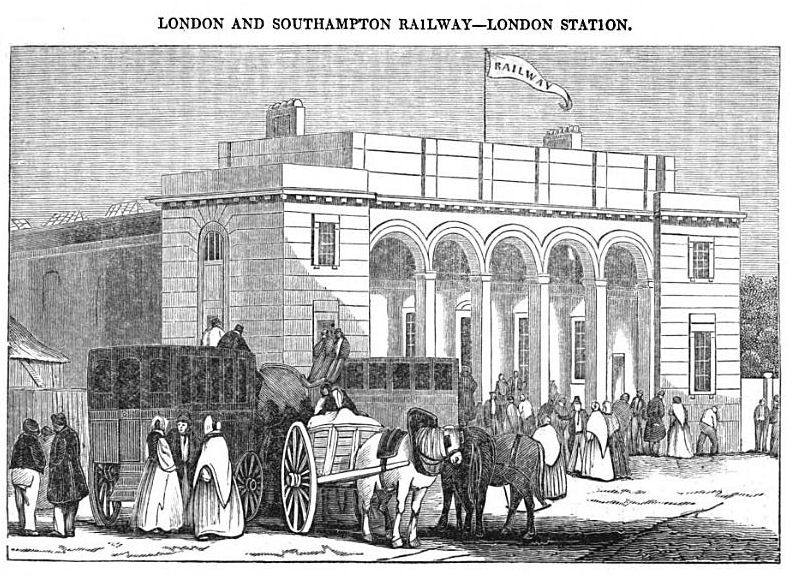
Estación de Nine Elms, sede de la compañía, en 1838

El Ferrocarril de Londres y Southampton  (nombre original en inglés: London and Southampton Railway), como su nombre indica, conectaba las ciudades de Londres y de Southampton en la zona sur de Inglaterra. Fue una de las primeras compañías ferroviarias en utilizar vías de 1435 mm (4' 81/2") de ancho, en contraposición a su gran rival, el Great Western Railway, que empleaba vías de gran ancho (de 2140 mm (7'0,30")). Se abrió por etapas desde 1838 hasta 1840 después de superar una difícil etapa durante su construcción, pero fue un gran éxito comercial.
Al ampliarse para dar servicio a Portsmouth, un puerto rival de Southampton, cambió su nombre a Ferrocarril de Londres y del Suroeste en junio de 1839.
Sus terminales originales, en Nine Elms en Londres y en Southampton Docks, no resultaron prácticas para los intereses de explotación de la compañía, y la línea se extendió a estaciones principales mejor ubicadas en ambos extremos. El resto de la línea principal original continúa en uso hoy en día, como una parte importante de la red ferroviaria de Gran Bretaña.
El presente artículo trata sobre la construcción de la línea original hasta el momento de la apertura. La información posterior se encuentra en el artículo dedicado al Ferrocarril de Londres y del Suroeste.

## Inicios

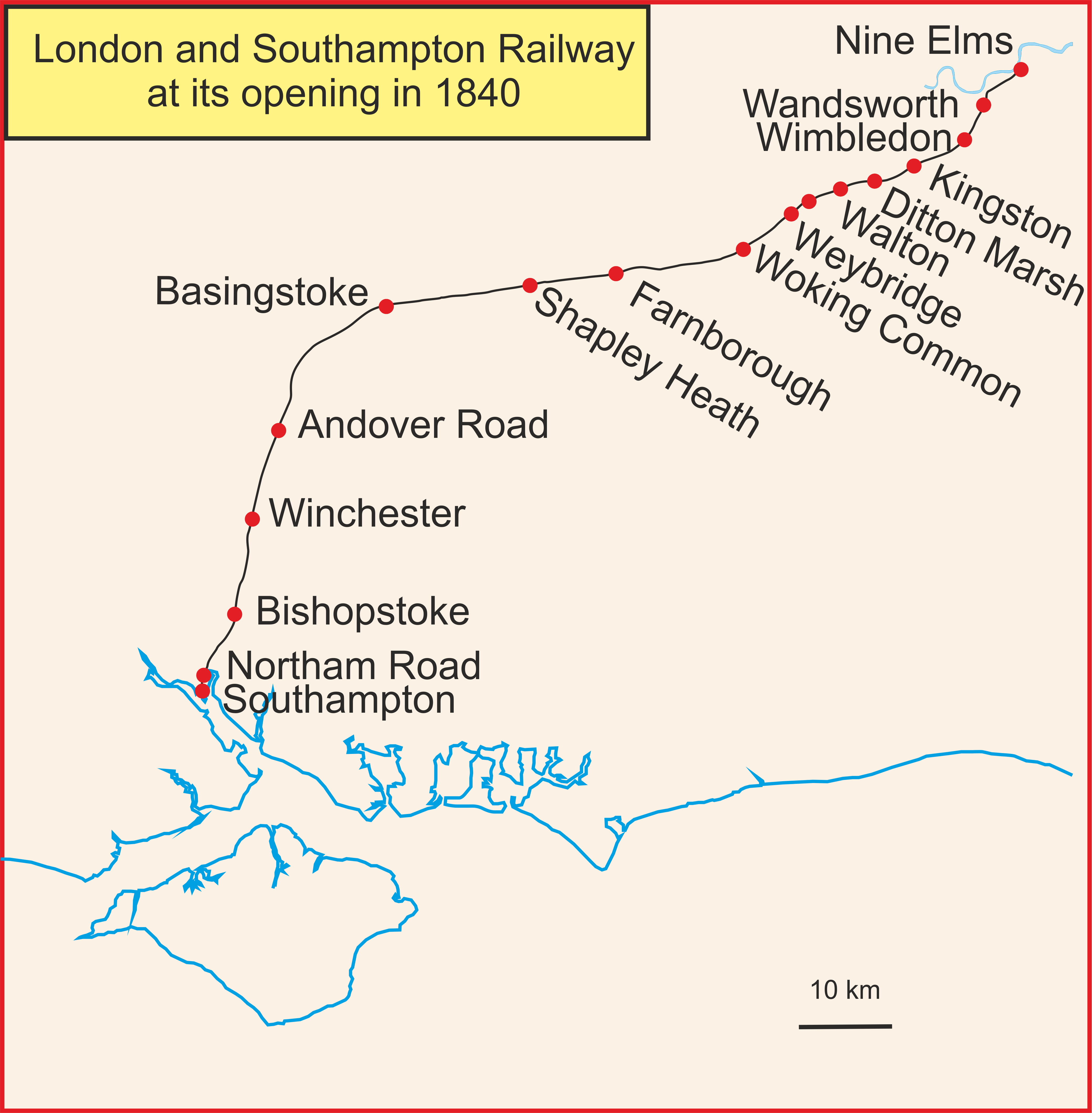
Diagrama de la línea cuando se abrió por primera vez

Durante las Guerras napoleónicas hubo una gran preocupación por la seguridad del tráfico marítimo que afluía a Londres desde el este (a través del Canal de la Mancha), y se propusieron varios proyectos de canales para conectar la capital con los puertos de la costa sur. Al mismo tiempo, gran parte del tráfico de paquetes (mensajes urgentes y paquetes pequeños desde y hacia ubicaciones en el extranjero) utilizaba Falmouth como puerto de entrada y salida, y se transportaba hacia y desde Londres por carretera: un viaje lento y lleno de inconvenientes. Una de las primeras propuestas para un ferrocarril provino de Robert Johnson y de Abel Rous Dottin, miembro del parlamento por Southampton. Se publicó un folleto el 23 de octubre de 1830 que respaldaba esta propuesta.
Se celebró una reunión privada de las partes interesadas el 26 de febrero de 1831, se nombró un comité de estudio, se habilitaron 400 libras esterlinas para los gastos iniciales y se aseguraron los servicios de Francis Giles como ingeniero.
El 6 de abril de 1831 se emitió un prospecto para la "Southampton, London and Branch Railway and Dock Company", que tendría un capital de 1,5 millones de libras esterlinas. La línea debía unir Southampton y Londres, y extender un ramal a los distritos entre Hungerford, Bath y Bristol, y la empresa debía realizar mejoras en los muelles de Southampton. Se contrató al ingeniero Francis Giles para diseñar la ruta. Se pronosticó una reducción en el precio del carbón para las personas que vivían cerca de la línea, así como en el tráfico de pasajeros y en la importación de productos y materiales a través de los muelles de Southampton.
Giles procedió a elaborar un anteproyecto detallado, pero se convenció a los directores de que pospusieran la presentación de su proyecto de ley habilitador hasta la sesión de 1833, posiblemente para observar cómo le iba al proyecto de ley del Ferrocarril de Londres y Birmingham en la sesión de 1832. Williams sugiere que este retraso permitió que el Ferrocarril de Londres y Birmingham fuera el primer ferrocarril (línea principal) que saliera de Londres y que también facilitó la implantación del Great Western Railway.
Giles volvió a realizar otro anteproyecto en 1833, revisando algunas estimaciones de ingresos, y el prospecto ahora proponía un capital de 1 millón de libras, ya que el desarrollo de los muelles se tramitó por separado una vez más. El proyecto de ley recibió la aprobación real el 25 de julio de 1834, y no especificaba el ancho de vía. En Nine Elms, las locomotoras no cruzarían Nine Elms Lane, de manera que se deberían utilizar carruajes de caballos para llegar hasta el muelle del río, que tenía un frente de 30 yardas (27,4 m). La ruta debía pasar cerca de Battersea, Wandsworth, Wimbledon, Surbiton, Woking Common, Basing, Basingstoke y Winchester, hasta la costa de Southampton, y la compañía recibió el nombre de "Ferrocarril de Londres y Southampton".

## Cancelación del Ramal a Bristol

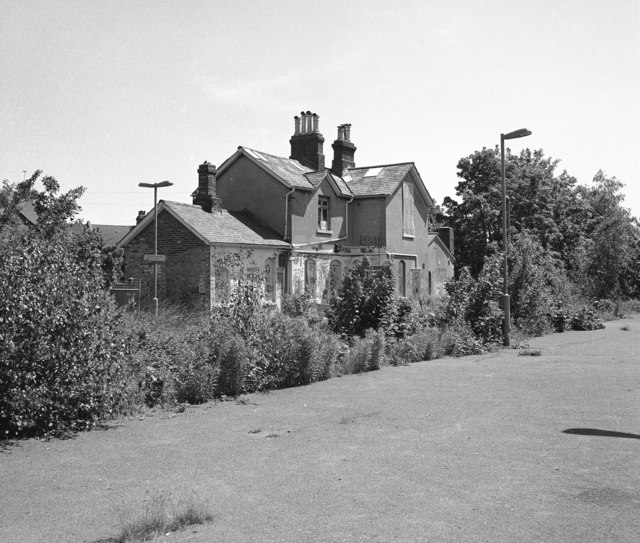
Estación de Merton Park (1997)

La ruta adoptó una curva hacia el norte a través de Basingstoke, que iba a ser el punto de partida para el ramal a Bath y Bristol a través de Newbury y Devizes, para el que aún se debía buscar la autorización. Se había generado un apoyo considerable para esta línea, incluso desde el sur de Irlanda, y se buscó la aprobación parlamentaria en la sesión de 1835.
Sin embargo, el Great Western Railway (GWR) también había formulado una propuesta en la misma sesión para su línea entre Londres y Bristol, y los dos proyectos estaban en oposición directa. Cada compañía criticó ferozmente los planes de la otra, y se citó a numerosos testigos expertos. Las discusiones en el Comité duraron 46 días, pero al final, el Parlamento decidió aprobar la propuesta del Great Western, a la que se otorgó el Asentimiento Real el 31 de agosto de 1835, y el ramal del Ferrocarril de Londres y Southampton a Bristol no fue autorizado.
Se generó una enemistad enconada entre las dos compañías durante la batalla parlamentaria, y MacDermot, escribiendo desde el punto de vista del GWR, señaló que "Este fue el comienzo de una larga y amarga hostilidad hacia su gran vecino (el L&SR)".

## Construcción

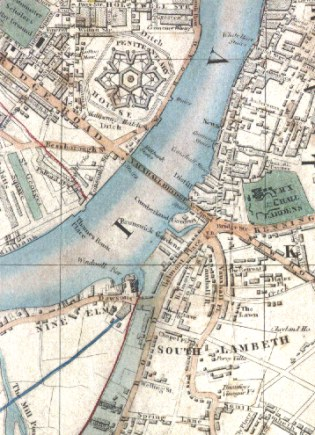
El área de Nine Elms en un mapa de 1847

La construcción comenzó el 6 de octubre de 1834, con Francis Giles como ingeniero. Su método consistía en emplear a varios pequeños contratistas que trabajaban al mismo tiempo, y la empresa ferroviaria suministraba los materiales. Fay afirma que los contratistas completaron primero las partes más fáciles del trabajo y luego exigieron precios más altos por las partes más difíciles. Giles fue objeto de fuertes críticas por el lento progreso resultante de este proceder y por su grave subestimación del costo de la construcción en general. Estaba manejando una multitud de pequeños contratistas, lo que se consideraba un método insatisfactorio para continuar con las obras, pero al mismo tiempo también actuaba como ingeniero para el Proyecto de Ley de los Muelles de Southampton e inspeccionaba una línea de Bishopstoke a Portsmouth. La insatisfacción con el progreso de las obras propició una inspección por parte de un comité de accionistas de Lancashire. Durante el curso de las discusiones, se hizo evidente que no solo los costos excedían las estimaciones originales, sino que las estimaciones revisadas, tanto de costos como de ingresos potenciales presentadas por Giles no eran fiables. Los directores querían captar 500.000 libras de capital adicionales, pero estaba claro que los accionistas de Lancashire no estarían de acuerdo mientras Giles permaneciera en su lugar. En consecuencia, se le invitó a renunciar, lo que hizo efectivo el 13 de enero de 1837.
Los directores necesitaban urgentemente disipar las dudas sobre los ingresos de la empresa, y se pidió a tres hombres familiarizados con la estimación del tráfico que presentaran sus cálculos. Uno de ellos fue William James Chaplin, que tenía un extenso negocio de diligencias. Su pronóstico fue particularmente favorable, por lo que los directores lo pusieron al frente de las operaciones el 26 de abril de 1837. La gran perspicacia comercial de Chaplin resultó ser un gran activo para la compañía, siendo nombrado vicepresidente temporalmente durante dos semanas en 1840 después de la renuncia de Easthope, hasta que Garnett asumió el cargo.
Joseph Locke fue designado como ingeniero, pero era evidente que se requería mucho más capital para completar la línea: la estimación original de Giles había sido de un millón de libras esterlinas, incluida una asignación para contingencias, pero la estimación actualizada para completarla era de 1,5 millones. La autorización parlamentaria para aumentar el capital mediante lo que hoy se conoce como emisión de derechos se obtuvo el 30 de junio de 1837, no sin la indeseada oposición de Giles. La ley también autorizó una serie de modificaciones de trazado locales a la ruta que redujeron el movimiento de tierras necesario y que reemplazó un túnel propuesto en Popham por un desmonte, introduciendo en la ruta original una modificación de ocho millas.
Locke reemplazó a los pequeños contratistas en la sección de Wandsworth a Wey Navigation y contrató a Thomas Brassey, que había trabajado con éxito en el Ferrocarril de Liverpool y Mánchester y en el Ferrocarril Grand Junction. En las secciones más al oeste, pidió a los contratistas que obtuvieran los materiales ellos mismos. Bajo la supervisión de Locke, el trabajo progresó de manera más fiable y rápida.

## Apertura

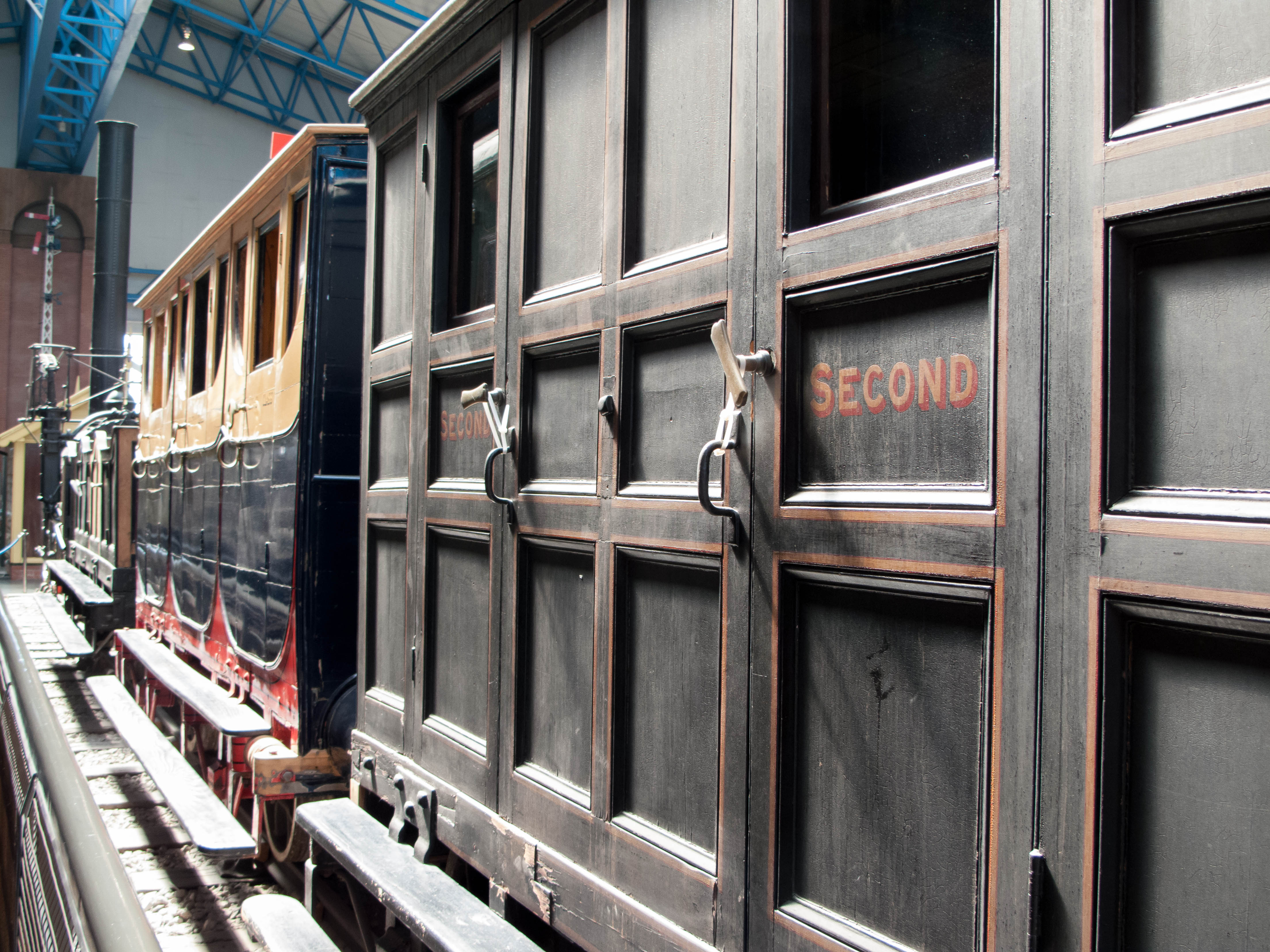
Coches del Ferrocarril de Bodmin y Wadebridge en el Museo de York. Williams especula (lámina 13) que el coche adicional puede ser un vehículo ferroviario original del Ferrocarril de Londres y Southampton, vendido al B&WR

El 12 de mayo de 1838, un grupo de directores y otras personas realizaron un viaje de prueba desde Nine Elms hasta Woking Common. Esa parte de la línea se abrió a los pasajeros "sin ninguna demostración especial" el 21 de mayo de 1838, con cinco trenes de pasajeros en cada sentido todos los días y cuatro los domingos. Las tarifas eran de 5 chelines en primera clase y de 3 chelines 6 peniques en segunda clase para las 23 millas (37,0 km) del recorrido. Las 23 millas desde Woking Common hasta Nine Elms se cubrieron en 57 minutos. Woking solo tenía una plataforma al principio.
Las carreras de Epsom coincidieron con la segunda semana de operación, y la Compañía anunció la intención de operar ocho trenes a Kingston el día del Derby. Aquella mañana:

...una multitud de unas 5000 personas se acumuló en las puertas de la estación. Se enviaron varios trenes, pero la multitud seguía aumentando, hasta que por fin las puertas fueron arrancadas de sus goznes y, en medio de los gritos de la parte femenina de los viajeros, la turba irrumpió en el mostrador de reservas, saltó por las ventanas, invadió el andén y se precipitó desordenadamente en un tren fletado para una fiesta privada. Al ver inútil la resistencia, los agentes ferroviarios llamaron a la Policía Metropolitana, y a las doce en punto se colocó un aviso en la ventana de la oficina de reservas anunciando que no circularían más trenes ese día.

Al final de las primeras doce semanas, los ingresos por billetaje habían totalizado £11,059 12s 3d por el transporte de 93.795 pasajeros (todavía no se habían transportado mercancías en esta etapa). Los gastos de explotación fueron alrededor del 59% de los ingresos, considerablemente más de lo que se había previsto.
El 24 de septiembre de 1838, la línea se abrió hasta Shapley Heath (ahora Winchfield) "lo que tuvo el efecto de llevar a esa estación a la mayoría de los coches de caballos que se dirigían al suroeste y al oeste de Inglaterra". Más adelante, el 10 de junio de 1839, la línea se abrió formalmente de Shapley Heath a Basingstoke y de Winchester a Northam Road, justo antes que la terminal de Southampton. Las diligencias recorrían por carretera la distancia existente entre Basingstoke y Winchester, y el viaje completo duraba cinco horas.
En esta etapa, el Archidiácono y Prebendado de Winchester escribió a la Compañía quejándose del funcionamiento de los trenes los domingos, contrario a las Escrituras. El presidente, John Easthope, envió una respuesta directa y cuidadosamente razonada, cerrando rápidamente el asunto.

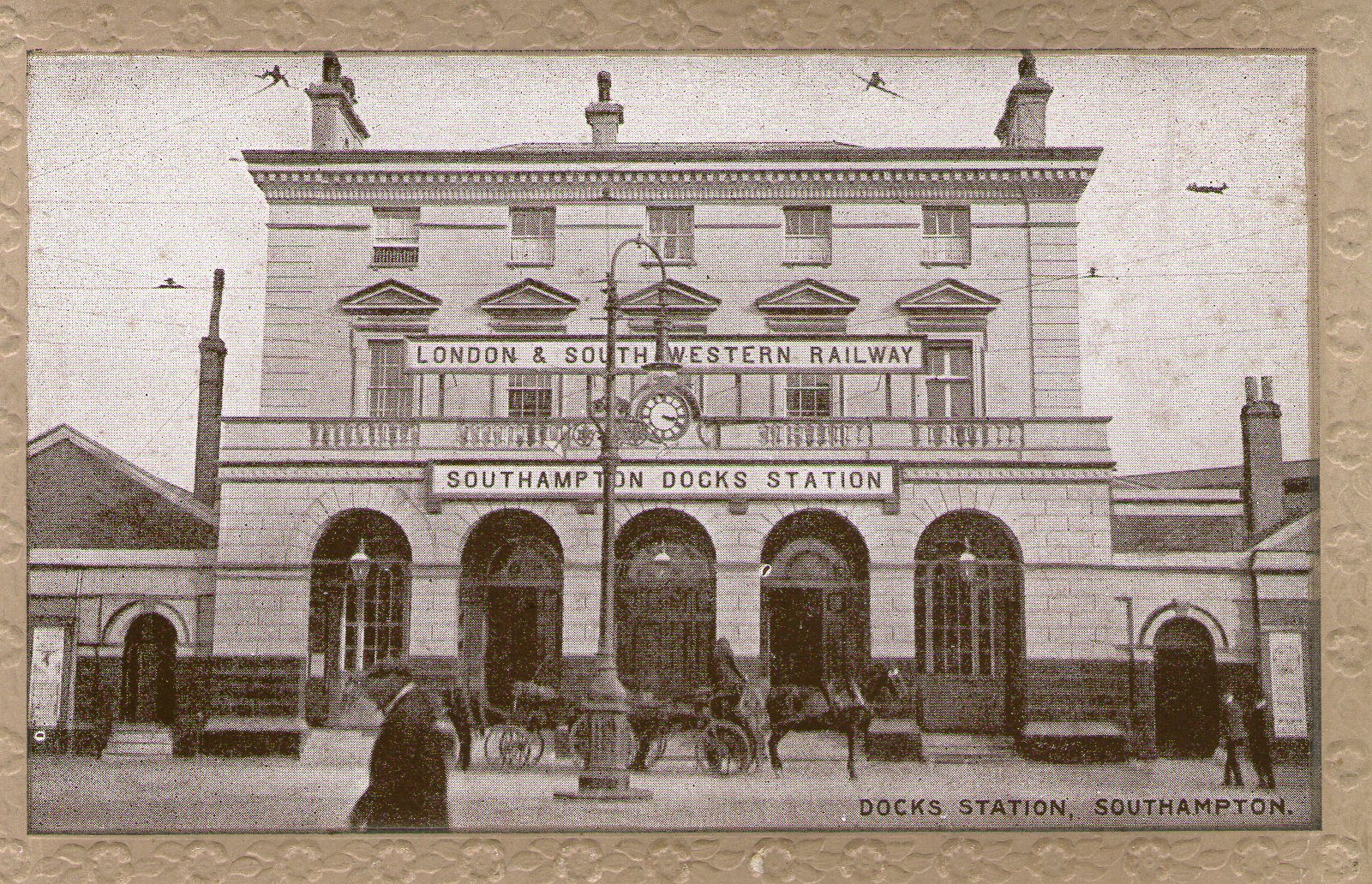
Estación de Southampton Terminus

Las secciones finales, con el dificultuoso tramo (en términos de construcción de ingeniería) entre Basingstoke y Winchester, y la corta extensión a la terminal de Southampton, se abrieron el 11 de mayo de 1840. Un tren transportó a los Directores desde Nine Elms y llegó a Southampton tres horas después, siendo recibido allí por una salva de 21 cañonazos.
Su construcción había costado más que las previsiones originales. En enero de 1832, las estimaciones declaradas ascendían a 1.033.414 libras esterlinas, pero la reconstrucción financiera derivada de la revisión de noviembre de 1836 estimó un total de 1.507.753 libras esterlinas. El resultado estuvo algo por encima de esta cifra, alcanzando 1.551.914 libras:
| Gastos para obtener poderes parlamentarios                            | £41.965 14s 00d    |
| Terrenos y compensaciones, cargas legales, tasación, mediciones, etc. | £293.042 04s 01d   |
| Locales en Nine Elms                                                  | £7.461 14s 06d     |
| Construcción de camino y obras                                        | £1.176.556 12s 09d |
| Topografía e ingeniería                                               | £32.887 06s 03d    |
| Total                                                                 | £1.551.913 11s 07d |

## Expansión y cambio de nombre

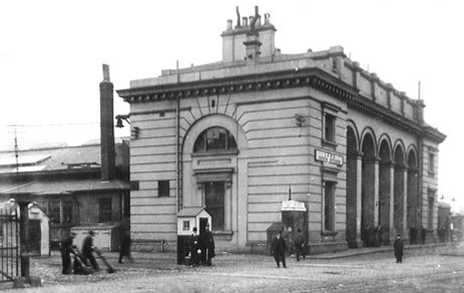
Estación de pasajeros de Nine Elms en Londres, en una de las primeras fotografías

En 1839, el año anterior a la apertura, un ramal propuesto para dar servicio a Portsmouth fracasó en el Parlamento. Los representantes de Portsmouth solicitaron al L&SR que promoviera un ramal para servir a su ciudad, lo que fue aceptado. Como Portsmouth consideraba a Southampton un puerto rival, el nombre de la línea (Ferrocarril de Londres y Southampton) era objetable y, para superar esta dificultad, el L&SR decidió cambiar su nombre a "Ferrocarril de Londres y del Suroeste". El proyecto de ley para el ramal fue aprobado en el Parlamento y el cambio de nombre fue ratificado en virtud de la Sección 2 de la misma ley, que entró en vigor el 4 de junio de 1839. El ramal debía ir desde Bishopstoke (más tarde Eastleigh) hasta Gosport, dando una conexión a través de un ferry a Portsmouth.

## Cuestiones técnicas y operativas en la apertura

### Estación de Nine Elms
La hermosa fachada del edificio diseñada por Tite incluía las oficinas de la compañía. Wishaw describió la estación:

La entrada a la taquilla se encuentra en medio de este frente, bajo una arcada que se extiende en la parte principal de su longitud. A la izquierda de la oficina de reservas hay salas de espera separadas para damas y caballeros, y a la derecha una oficina privada. La cubierta sobre los andenes de pasajeros está situada inmediatamente en la parte trasera de las oficinas y se accede a ella por una puerta desde la oficina de reservas.

La cubierta para los pasajeros se extiende desde las oficinas en una longitud de 29 pies (8,8 m), y tiene en total 74 pies 9 pulgadas (22,8 m) de ancho y 17 pies 3 pulgadas (5,3 m) de alto... la superficie de cada andén está 15 pulgadas (38,1 cm) por encima del nivel de los rieles. El techo de madera con postes de reina se extiende solo sobre el ferrocarril ... los andenes están cubiertos con techos planos ... Hay cuatro vías debajo de esta cubierta ... cerca del final de la cubierta una vía transversal, con cuatro mesas giratorias (para cambiar el sentido de las locomotoras) en el punto de intersección, cruza hasta el rellano de carruajes, que está a la derecha al salir de Nine Elms ... Fuera de la cubierta, una segunda vía se dirige a la cochera y al departamento de locomotoras. Hay en total más allá del cobertizo once vías, incluidos los apartaderos.

La casa de máquinas de las locomotoras es un edificio rectangular, alto y conveniente, y está equipada con cuatro vías, algunas de las cuales están provistas con vías para las locomotoras ... una vía triple se extiende desde la estación Nine Elms hasta los hornos de coque.

Las locomotoras usaban coque en lugar de carbón, dado que se consideró que el coque emitía menos humo, y la empresa fabricaba su propio coque en Nine Elms. Whishaw describe la planta con cierto detalle.
Aunque la ubicación del lado del Támesis era conveniente para el muelle, nunca se pensó que la ubicación fuera una terminal de pasajeros permanente de Londres. Se pensó en una extensión ya en 1836, y se decidió acometerla en 1844. En aquel momento,

El pasajero de Londres encontró (la terminal) más conveniente que las estaciones de otras compañías. Podía accederse por caminos o por carreteras de peaje, o por 3 peniques elegir el vapor Citizen, o el opuesto Bridegroom, para llegar a la capital por el río, maldiciendo su elección cuando el barco rival llegaba antes y evacuaba la otra cola mientras la suya esperaba media hora más. En 1848, alrededor de 1.250.000 personas usaban Nine Elms anualmente, incluidos 300.000 pasajeros de la [más tarde] línea de Richmond, entre los cuales los abogados y otros trabajadores soportaban diariamente el viaje en tren y por el río entre la ciudad y los muelles de Hungerford y Temple. Las cosas mejoraron ligeramente cuando los dos servicios de vapor se combinaron poco antes de que se abriera la línea a Waterloo.

La London & Westminster Steam Boat Company llevaba pasajeros a lo largo del Támesis hacia y desde Nine Elms y Dyers Hall Wharf, Upper Thames Street y Hungerford Market.

### Pasajeros
La forma de proceder con los pasajeros se heredó de la práctica de las diligencias y los carruajes. A los pasajeros se les emitía un boleto en papel rellenado a mano. Los coches no estaban iluminados y los de segunda clase carecían de "costados". Los pasajeros de tercera clase eran transportados desde la apertura de toda la línea, en coches abiertos acoplados a los trenes de mercancías.
Los coches de primera clase tenían tres compartimentos cada uno. Eran muy bajos y estrechos, de forma que "las rodillas de los viajeros se apretaban incómodamente contra las del vecino de enfrente". La segunda clase estaba igualmente abarrotada y el asiento era una tabla desnuda. Los coches de segunda clase estaban abiertos a la intemperie a ambos lados.
El equipaje se transportaba en el techo de los vagones de primera clase, y en huecos debajo de los asientos, abriéndose desde el exterior, en el caso de los de segunda.
"Una estructura con asientos, colocada sobre la caja de un vagón, constituía el vehículo en el que viajaban los pasajeros de tercera clase en aquellos días. La estructura se podía retirar cuando se necesitaba el vagón para transportar mercancías".

### Mercancías
Cuando comenzó el tráfico de mercancías, los vagones se adjuntaron al último tren de pasajeros del día, pero cuando se abrió la línea a Basingstoke, se puso en marcha un tren de mercancías exclusivo. El interventor viajaba en un vehículo llamado Arca de Noé, en el que se transportaban artículos diversos y paquetes. El mecanismo de tiro no tenía resortes, y el arranque de un tren pesado generalmente se lograba retrocediendo contra un tope, para aflojar la tensión de todos los acoplamientos, y luego comenzar a avanzar.

### Operación
Los trenes que llegaban a Nine Elms se detenían antes de entrar en la estación para separar la locomotora. Luego, el tren era remolcado con una soga recogida por un cabestrante hasta la estación. En esta fecha temprana, se usaba una forma primitiva de sistema de intervalos de tiempo: un tren podría no avanzar hasta que el tren anterior estuviera "bien fuera de la vista". El primer accidente se produjo el 13 de junio de 1840, cuando una locomotora chocó contra un tren en Farnborough.

### Locomotoras
Locke, como ingeniero de la Compañía, fue responsable de las locomotoras. Su experiencia en el Ferrocarril Grand Junction influyó en su forma de pensar, y utilizó máquinas con un solo eje motriz con ruedas de 5 a 5,5 pies (1524 a 1676 mm) de diámetro, con cilindros exteriores de 12 pulgadas (305 mm) o de 14 pulgadas (356 mm) de diámetro y 18 pulgadas (457 mm) de carrera.

### Vías generales
El ancho de vía era de 4 pies 8,5 plg (1435 mm). Los primeros rieles que se encargaron tenían un diseño de hierro forjado de fondo plano, con 3+1/2 plg (8,9 cm) de altura y "de sección constante" a diferencia del patrón de vientre de pez que había sido popular anteriormente. Las barras tenían 15 pies (4,6 m) de largo. Se utilizaron traviesas de madera semicirculares kyanizadas con una separación de 3 pies (0,9 m), con balasto de piedra de St Georges Hill, Weybridge. Sin embargo, parece que algunas traviesas no fueron tratadas para ser protegidas de los agentes externos y, en consecuencia, su duración fue corta. Los rieles debían estar sobre sujeciones de 15 lb (6,8 kg) en las juntas, pero por lo demás sujetos directamente a las traviesas.
Para 1837, "los rieles de 63 libras [por yarda] (31,3 kg/m) habían reemplazado a los originales de 50 libras (24,8 kg/m), para ser sustituidos a su vez por rieles de 75 libras (37,2 kg/m) antes de completar la línea". Fay señaló que "La línea en su primera apertura se colocó con traviesas de bloques de piedra, pero algunos años de experiencia fueron suficientes para que fueran reemplazadas por traviesas de madera".
Se contrató a Thomas Brassey para mantener la vía durante diez años a partir de 1840, por 24.000 libras esterlinas anuales.

## Datos principales

### Apertura de la línea
- Nine Elms a Woking: 21 de mayo de 1838
- Woking a Shapley Heath: 24 de septiembre de 1838
- Shapley Heath a Basingstoke: 10 de junio de 1839
- Basingstoke a Winchester: 11 de mayo de 1840.
- Winchester a Northam Road: 10 de junio de 1839
- Northam Road a Southampton: 11 de mayo de 1840

### Estaciones
Las estaciones de la línea en el momento de la apertura eran:
- Nine Elms; la terminal de Londres cerca de la orilla sur del río Támesis, en Nine Elms Lane, a poca distancia al oeste del cruce con Wandsworth Road. Se cerraría el 11 de julio de 1848, cuando se abrió la extensión a la nueva Estación de Waterloo.
- Wandsworth; más tarde rebautizada como Clapham Common, en el margen norte de Wandsworth Common, aproximadamente a media milla al oeste de la actual Estación de Clapham Junction que la reemplazó.
- Wimbledon; algo al oeste de Wimbledon Hill Road y de la estación actual.
- Kingston; en el lado este de King Charles Road, aproximadamente a media milla al este de la actual estación de Surbiton.
- Ditton Marsh; posteriormente Esher.
- Walton; actualmente Walton-on-Thames.
- Weybridge.
- Woking Common; ahora Woking.
- Farnborough.
- Shapley Heath; ahora Winchfield.
- Basingstoke.
- Andover Road; ahora Micheldever.
- Winchester.
- Bishopstoke: ahora Eastleigh
- Estación de Northam Road; en la carretera del mismo nombre (cerrada en 1840 al abrirse hasta Southampton).
- Southampton; más tarde rebautizada como Estación de Southampton Terminus.[4][7]

Los edificios de la Estación de Nine Elms y Southampton fueron diseñados elegantemente en estilo clásico por William Tite.

### Túneles
Los túneles de la línea estaban en:
- Litchfield, de 198 yardas (181,1 m)
- Popham nº 1, de 265 yardas (242,3 m)
- Popham nº 2, de 199 yardas (182 m)
- Wallers Ash, de 501 yardas (458,1 m)